# Dolina Wierzbicka
Dolina Wierzbicka (słow. Vrbička) – dolina w słowackich Tatrach Zachodnich, znajdująca się w masywie Rosochy, pomiędzy Doliną Jałowiecką a Doliną Żarską. Opada spod Trzciańskiego Gronia w południowo-zachodnim kierunku do Kotliny Liptowskiej i ma wylot po zachodniej stronie wzniesienia Brzezina (928 m). Ma jedno lewe odgałęzienie – wąską dolinkę wcinającą się w stoki Keczki. Prawe zbocza Doliny Wierzbickiej tworzy Trzciański Groń, Smrekowiec i jego południowy grzbiet, zbocza lewe Keczka i Palenica. Dnem spływa Wierzbicki Potok uchodzący do Smreczanki.
Dolina Wierzbicka jest całkowicie zalesiona i nie prowadzi nią żaden szlak turystyczny. Jedynie wylot doliny przecina Droga nad Łąkami (zachodni odcinek Magistrali Tatrzańskiej). Po zachodniej stronie wylotu doliny znajduje się duża łąka, a na niej chata Smrečany.

## Szlaki turystyczne
Droga nad Łąkami (fragment): rozdroże pod Tokarnią – Przesieka – Dolina Żarska: 1:40 h, ↓ 1:30 h

## Przypisy

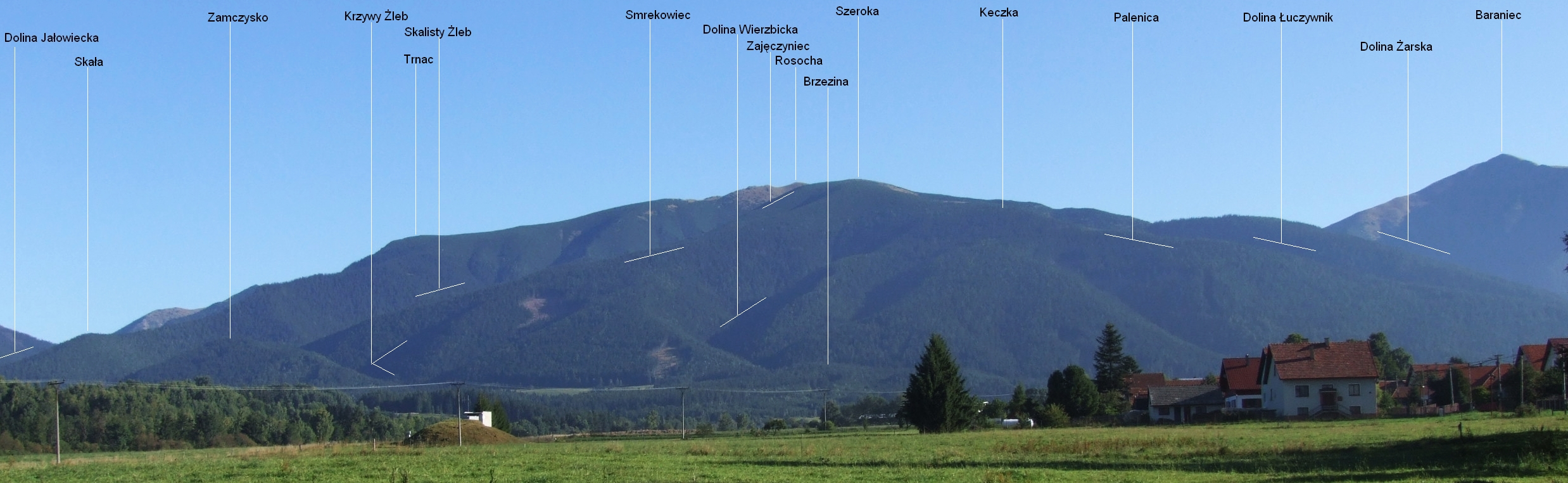
Widok z Żaru na masyw Rosochy